# Edward Sarpei
Edward Sarpei (* 25. Juni 1969 in Tema) ist ein ehemaliger ghanaischer Fußballspieler.

## Karriere
Sarpei begann seine Profikarriere 1993 beim 1. FC Köln in der Bundesliga. Sein Ligadebüt gab der Stürmer am ersten Spieltag der Saison, dem 7. August 1993, als er von Trainer Morten Olsen in der 69. Minute für Dirk Lehmann eingewechselt wurde. Kurz darauf kam er zu zwei weiteren Kurzeinsätzen. Insgesamt absolvierte Sarpei in diesem Spieljahr fünf Pflichtspiele (dreimal in der Bundesliga, zweimal im DFB-Pokal)  für die Geißböcke, wobei er nur im DFB-Pokal-Spiel am 11. September 1993 gegen die Reserve des FC Bayern München in der Startformation auflief, allerdings bereits in der neunten Minute gegen Henri Fuchs ausgewechselt wurde. Es war zugleich das letzte Spiel des Angreifers für den FC. Wegen Verletzungen fand er im Laufe immer weniger Beachtung. Nach Ablauf der Saison verließ er Köln und wechselte zum österreichischen Klub SK Vorwärts Steyr, wo er aber nur kurz blieb und beide Seiten sich in der Winterpause 1994/95 wieder trennten. Schließlich wechselte er zum SC Rondorf. Im Sommer 1995 unterzeichnete Sarpei beim FC Homburg, der gerade aus der zweiten Liga in die Regionalliga West/Südwest abgestiegen war. Mit dem FCH sorgte Sarpei für Aufregung im DFB-Pokal, nachdem man in der ersten Runde den FC St. Pauli, darauf den SV Sandhausen und den TSV 1860 München mit jeweils 2:1 bezwang. In allen drei Pokalspielen kam Sarpei zum Einsatz. Auch im Viertelfinale gegen den 1. FC Kaiserslautern am 7. November 1995 lief der Offensivspieler für Homburg auf. Erst nach Verlängerung musste sich die Mannschaft mit 3:4 dem späteren Cup-Sieger geschlagen geben. In der Liga scheiterte man knapp am Wiederaufstieg und wurde nur Dritter hinter dem FC Gütersloh und Rot-Weiss Essen. Sarpei blieb noch weitere drei Jahre und verpasste 1997/98 erneut nur knapp den Aufstieg mit Homburg. Nach der Insolvenz und dem Zwangsabstieg des Klubs nach Ablauf der Spielzeit 1998/99 verließ der Stürmer den Verein und schloss sich Yurdumspor Köln an. Bis 2010 folgten weitere unterklassige Amateurklubs. So u. a. der SSV Hagen, zu dem Sarpei 2005 wechselte, den er nach nur einem halben Jahr wieder verließ.

## Trivia
- Sarpei kam mit seiner Familie im Alter von neun Jahren nach Deutschland.[1]
- Er ist verheiratet und hat drei Kinder, zwei davon aus einer früheren Ehe.
- Edward Sarpei ist der Bruder von Hans Sarpei, der bis 2012, zuletzt beim FC Schalke 04, in der Bundesliga spielte.[13] Sein Neffe Hans Nunoo Sarpei spielt derzeit beim HJK Helsinki.